# Kubo and the Two Strings
Kubo and the Two Strings (Brasil: Kubo e as Cordas Mágicas / Portugal: Kubo e as Duas Cordas) é um filme de animação stop motion dirigido por Travis Knight. 
O filme estreou no Brasil dia 13 de Outubro de 2016.

## Elenco
| Personagem            | Original             | Portugal                     |
| --------------------- | -------------------- | ---------------------------- |
| Kubo                  | Art Parkinson        | Francisco Magalhães Ferreira |
| Monkey/Macaca/Sariatu | Charlize Theron      | Vera Kolodzig                |
| Beetle/Besouro/Hanzo  | Matthew McConaughey  | Paulo Pires                  |
| Moon King/Rei Lua     | Ralph Fiennes        | João Ricardo                 |
| Karasu e Yukami       | Rooney Mara          | Jani Zhao                    |
| Hosato                | George Takei         | António Melo                 |
| Hashi                 | Cary-Hiroyuki Tagawa |                              |
| Kameyo                | Brenda Vaccaro       | Simone de Oliveira           |
| Mari                  | Meyrick Murphy       |                              |
| Minae                 | Minae Noji           |                              |
| Aiko                  | Alpha Takahashi      |                              |
| Miho                  | Laura Miro           |                              |
| Ken                   | Ken Takemoto         |                              |

 Versão portuguesa
- Vozes adicionais: José Neto (Akihiro),[1][4] Filipa Mello[4]